# 686 Gersuind
Gersuind (asteróide 686) é um asteróide da cintura principal com um diâmetro de 41,13 quilómetros, a 1,8918649 UA. Possui uma excentricidade de 0,269099 e um período orbital de 1 521,04 dias (4,17 anos).
Gersuind tem uma velocidade orbital média de 18,51300698 km/s e uma inclinação de 15,68124º.
Esse asteróide foi descoberto em 15 de Agosto de 1909 por August Kopff.